# Остров мечты (станция метро)
«О́стров мечты́» — строящаяся станция Бирюлёвской линии Московского метрополитена. Будет расположена на проспекте Андропова в районе Нагатинский Затон ЮАО рядом с одноимённым тематическим парком развлечений «Остров мечты». Будет связана пересадкой со станцией «Технопарк» Замоскворецкой линии.

## Наименование
Первоначально станция носила рабочее название «Парк Чудес». В феврале 2023 года мэр Москвы Сергей Собянин утвердил окончательное название, выбранное путём голосования на портале «Активный гражданин».

## Строительство
- 16 сентября 2024 — началось раскрытие пионерной траншеи для строительства стены в грунте.
- 27 марта 2025 — на месте будущей станции началось раскрытие котлована[5].
- 18 июня 2025 — стартовала проходка правого перегонного тоннеля в сторону станции «Кленовый бульвар». Это первый тоннель, который начали строить на Бирюлёвской линии. Щиту предстоит пройти 1,67 км[6].

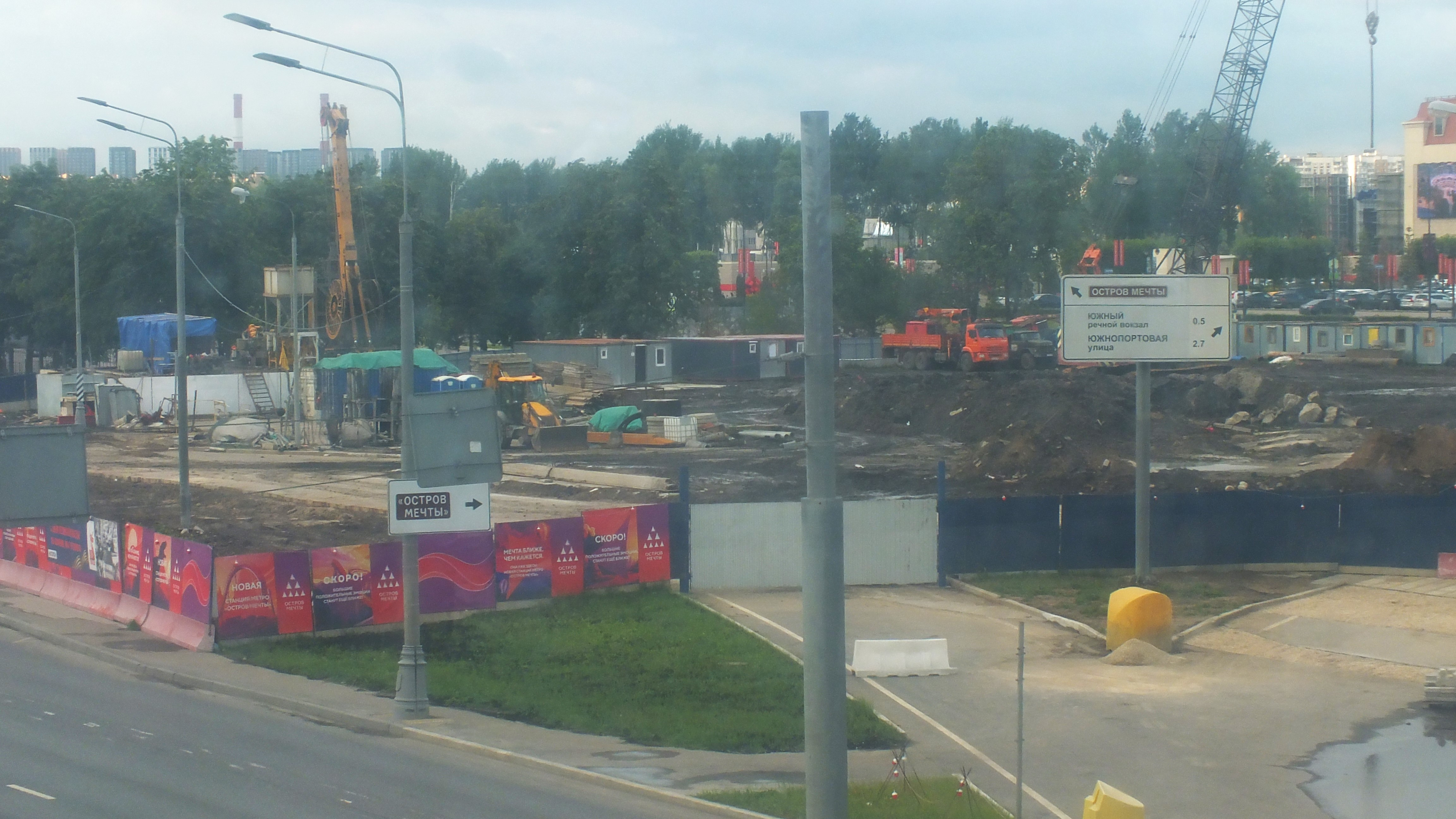
Строительная площадка 15 июня 2025 года с надземного перехода
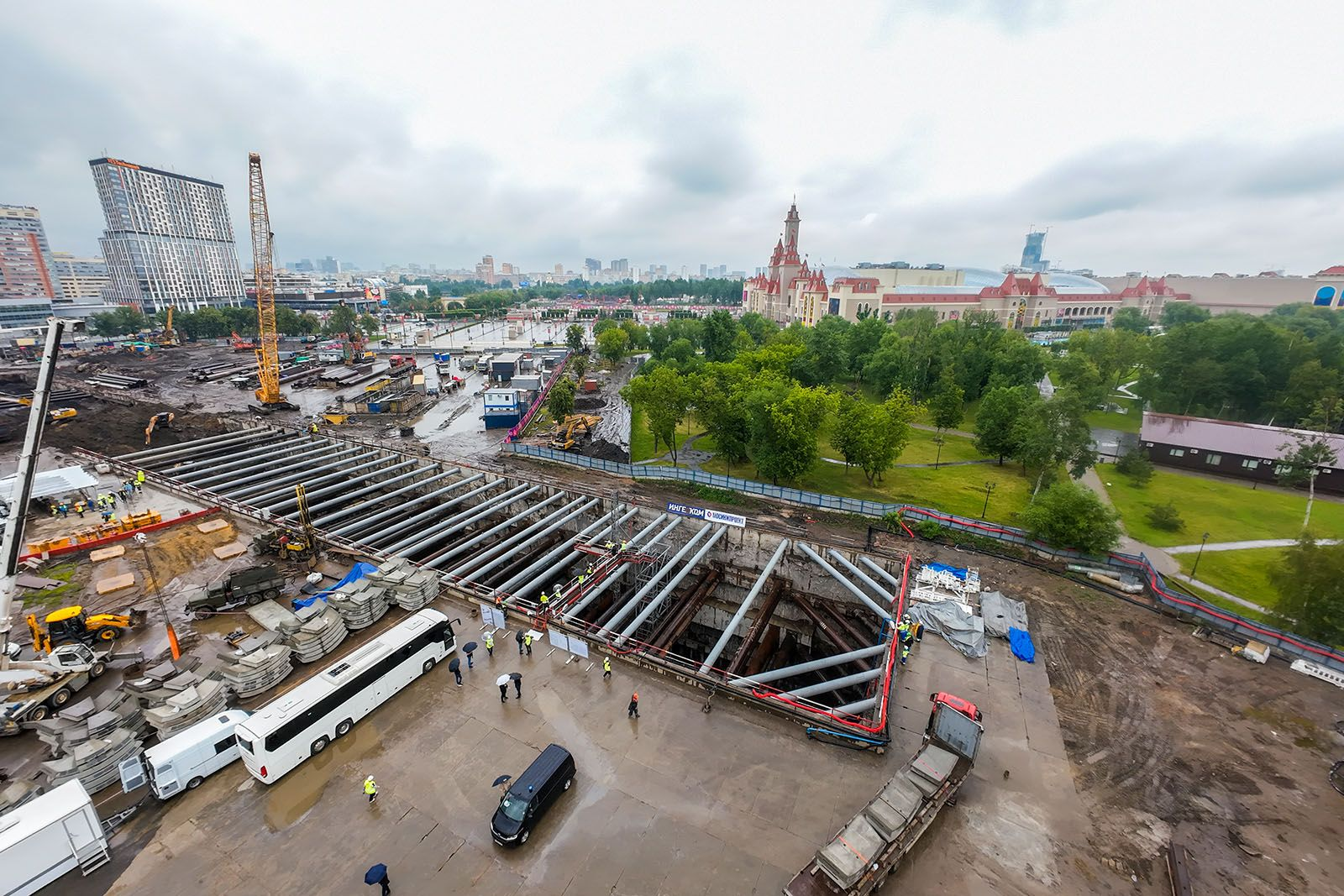
Состояние 18 июня 2025 года